# Menka
Menka byla egyptská královna z 2. dynastie, tedy ještě v období Starého Egypta.

## Jméno
Vlastní jméno Menka znamená „Ka budiž věčná!“

## Vyobrazení
Zachovalá destička obsahuje vyobrazení královny Menky, a to v pro její dobu typických přiléhavých šatech, s velkou, polokulovitou nádobou na hlavě a v doprovodu několika žen, patrně dvorních dam.

## Život

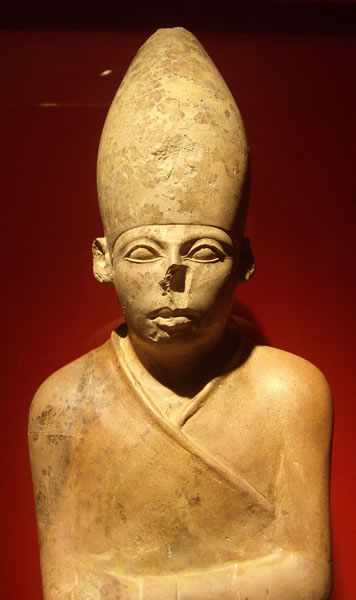
Faraon Chasechemuej

O jejím životě je známo jen velmi málo, protože veškeré informace pocházejí z jedné čedičové destičky, jiné dosud objevené prameny ji nezmiňují. Z destičky se podařilo zjistit, že jí náležel titul „Té, která vidí Hora,“ což byl titul královen v raném dynastickém období Staré říše. Kdo však byl její manžel, není jasné, hieroglyfy na desce jeho jméno neuvádějí; mohl jím být faraon Chasechemuej. Egyptolog Wolfgang Helck si totiž všiml, že scéna na desce má stylistickou podobnost s nedokončenou scénou umístěnou na čedičovém reliéfu v archeologické lokalitě Al Gharirah, která je připisována tomuto panovníkovi, který byl posledním faraonem druhé egyptské dynastie a vládl buďto v letech 2610–2593 př. n. l., nebo v 2709–2682 př. n. l. Pokud by to tak bylo, je možné, že byla Menka matkou některého z faraonových čtyř dětí (synů Sanachta, Netjerihketa nebo dcer Inetkeas a Hetephernebti).